# Daiki Hashioka
Daiki Hashioka (橋岡 大樹 Hashioka Daiki?, Urawa, Saitama, 17 de mayo de 1999) es un futbolista japonés que juega como defensa en el S. K. Slavia Praga de la Liga de Fútbol de la República Checa.

## Trayectoria

### Clubes
| Club               | País            | Año       |
| ------------------ | --------------- | --------- |
| Urawa Reds         | Japón           | 2017-2021 |
| Sint-Truidense     | Bélgica         | 2021-2024 |
| Luton Town F. C.   | Inglaterra      | 2024-2025 |
| S. K. Slavia Praga | República Checa | 2025-     |

## Palmarés

### Títulos nacionales
| Título             | Club               | País  | Año  |
| ------------------ | ------------------ | ----- | ---- |
| Copa del Emperador | Urawa Red Diamonds | Japón | 2018 |